# 마샤 앰브로시어스
마샤 앰브로시어스(Marsha Ambrosius, 1977년 8월 8일 ~ )는 잉글랜드의 싱어송라이터이다.